# Дягилево (авиабаза)
Дягилево — авиабаза в Рязани. Расположена на западной окраине Рязани в городском районе Дягилево, входящем в префектуру Московского округа.
На авиабазе Дягилево дислоцированы 43-й ЦБП ПЛС (Центр боевого применения и переучивания лётного состава), оснащённый самолётами Ту-95МС, Ту-22М3, Ту-134УБЛ, Ан-26, а также 203-й ОГАП СЗ (отдельный гвардейский авиаполк самолётов-заправщиков), имеющий на вооружении самолёты-заправщики Ил-78. Рядом с авиабазой расположен 360 Авиационный ремонтный завод.

## История
На аэродромном узле Дягилево—Ряжск на основании приказа Народного комиссара обороны от 18 сентября 1940 года была сформирована 1-я Высшая школа штурманов ВВС КА. Формирование школы закончено к 1 января 1941 года. Школа состояла из шести бомбардировочных эскадрилий. Три базировались на аэродроме Дягилево, одна на аэродроме Ряжск, две в зимний период работали с аэродромов Закавказского военного округа и Одесского военного округа.
В связи с необходимостью подготовки лётного состава 1 августа 1941 года 1-я Высшая школа штурманов ВВС КА реорганизована в Учебный центр по переучиванию лётно-технического состава и формированию новых частей на самолетах МиГ-3. Всего школой подготовлено 350 лётчиков на самолётах МиГ-3, из них сформировано 15 авиационных полков и отправлено на фронт.
В июле 1941 года на аэродроме на базе третьих эскадрилий 148-го и 240-го истребительных авиационных полков при 1-й Высшей школе штурманов ВВС КА на самолётах МиГ-3 сформирован 283-й истребительный авиационный полк. С 3 сентября полк в составе 3-й резервной авиагруппы СВГК, действовавшей в подчинении штаба ВВС Ленинградского фронта, вступил в боевые действия против фашистской Германии и её союзников на самолётах МиГ-3.
В период с 5 июля по 19 августа 1941 года на аэродроме при 1-й Высшей школе штурманов ВВС КА на самолётах МиГ-3 сформирован 182-й истребительный авиационный полк. Находясь в стадии формирования, вошёл в состав 59-й истребительной авиадивизии ВВС МВО. 23 августа полк включён в состав ВВС 51-й отдельной армии и убыл в Крым. 28 августа 1941 года полк в составе ВВС 51-й ОА (войска Крыма) вступил в боевые действия против фашистской Германии и её союзников на самолётах МиГ-3.
14 октября 1941 года школа перебазировалась в город Карши. Постановлением ГКО от 9 февраля 1944 года № 5131 произошло перебазирование 1-й Высшей школы штурманов и лётчиков авиации Дальнего действия из города Троицка в Рязань на аэродромы Дягилево, Житово, Григорьевское, Ряжск, Моршанск, Александровка, Сосновая.
2 марта 1944 года директивой Генерального штаба школа переименована в 1-ю Рязанскую высшую офицерскую школу ночных экипажей авиации Дальнего действия, а 22 декабря 1944 года школа переименована и получила наименование 1-я Рязанская высшая офицерская школа ночных экипажей ВВС КА.
В 1955 году аэродром Дягилево был одним из шести аэродромов в СССР, способных принимать бомбардировщики М-4. В 1967 году на авиабазе находились 7 учебно-тренировочных Ту-22, а в 1973 были получены 2 Ту-22М0. С 1985 года в Дягилево перебазировался 49-й ТБАП (тяжелый бомбардировочный авиаполк), вооружённый бомбардировщиками Ту-22М и Ту-95. Полк был преобразован в 49-й УТБАП (учебный тяжёлый бомбардировочный авиаполк), а впоследствии расформирован в 1997 году.
В 1967 году возникла необходимость в подготовке специалистов среднего звена и в повышении квалификации офицеров строевых частей, и в этом же году в Лётном центре боевого применения и подготовки командиров кораблей Дальней авиации были созданы Лётно-тактические курсы. В 1968 году школа переименована в 43-й Центр боевого применения и переучивания лётного состава Дальней авиации.
С 2000 года на авиабазе дислоцирован 203-й отдельный гвардейский Орловский авиационный полк самолётов-заправщиков, вооружённый самолётами Ил-78.
Самолёт-заправщик Ил-78 203-го ОГАП СЗ принял участие в параде на Красной площади 9 мая 2008 года в честь 63-й годовщины победы в Великой Отечественной войне.
В 2020 году авиабаза отметила 80-летний юбилей. Праздник прошёл в день официального основания авиабазы, 18 сентября.
5 декабря 2022 года, на фоне вторжения России на Украину, после атаки украинских дронов, на авиабазе произошёл взрыв бензовоза, 3 человека погибли и пятеро получили ранения, по меньшей мере один Ту-22М был повреждён. Впоследствии стало известно о трёх повреждённых Ту-22М3.
1 июня 2025 года в ходе российско-украинской войны СБУ провела военную операцию на аэродроме, атаковав стратегическую авиацию.

## Музей
На территории авиабазы расположен Рязанский музей дальней авиации. Он был создан в 1975 году к 30-летию Победы в Великой Отечественной войне по инициативе командующего дальней авиацией Героя Советского Союза генерал-полковника авиации В. В. Решетникова. Общая экспозиционная площадь музея составляет 416 м². В пяти залах представлены гвардейские знамёна частей и соединений, участвовавших в Великой Отечественной войне, некоторые виды самолётного бортового оружия, модели самолётов. Музей ДА в Рязани является старейшим из всех ныне известных.
Кроме основной экспозиции в музее существует площадка авиационной техники на которой представлены такие самолёты, как Ту-16, М-4, Ту-22К, Ту-22М2, Ту-22М3 и Ту-95К, ВМ-Т «Атлант».

## Памятник Макарычу
В рамках празднования 80-летия 43-го Центра боевого применения и переучивания лётного состава Дальней авиации на аэродроме Дягилево в Рязани 18 сентября 2020 года открыли памятник Макарычу, герою легендарного фильма «В бой идут одни „старики“» режиссёра Леонида Быкова. Роль механика Макарыча сыграл участник Великой Отечественной войны Алексей Макарович Смирнов, ставший прообразом для памятника скульптора И. А. Черноглазова.
Надпись на постаменте: «„Самое трудное в нашей работе — ждать!“ Механикам, техникам, инженерам авиации...»